# Kozí stráň
Kozí stráň je přírodní rezervace v katastrálním území Kyselov, které je na pravém břehu Vltavy v územním obvodu obce Černá v Pošumaví v okrese Český Krumlov. Název rezervace je odvozen od názvu stejnojmenné zaniklé obce. Rezervace je v péči Správy Národního parku Šumava.

## Předmět ochrany
Důvodem ochrany jsou rostlinná a živočišná společenstva na podmáčených a rašelinných loukách a mokrých sukcesních plochách v nivě Rothovského potoka a jeho bezejmenných přítoků a ve starém podmáčeném lese.